# Valdarno
Le val d'Arno, il Valdarno en italien (exceptionnellement nom de genre masculin),  est le nom de la région que traverse l’Arno, des hauteurs d’Arezzo jusqu’à Pise avec quelques restrictions.
Le Valdarno ne coïncide pas exactement avec le bassin de l’Arno : on doit en exclure la première partie, le Casentino, également les vallées formées par les principaux affluents comme le val di Chiana, le val d'Ambra, la valle della Sieve, c’est-à-dire le Mugello, le val d'Elsa, le Valdera. De plus, il faut exclure les abords d’Arezzo, Florence et Pise.
La partie de la vallée en amont de Florence s’appelle le Valdarno supérieur et en aval le Valdarno inférieur.

## Valdarno supérieur
Le Valdarno supérieur est un vaste bassin, fermé au nord-est par le massif du Pratomagno et au sud-ouest pas le relief peu élevé des monts du Chianti. L’Arno y accède après avoir traversé la « vallée de l’Enfer », une gorge aujourd’hui occupée par deux réservoirs artificiels. L’Arno quitte le Valdarno supérieur à « Stretta dell’Incisa ». La vallée de l’Arno fait partie de la province d'Arezzo et de ville métropolitaine de Florence. La partie arétine s’élargit jusqu’à inclure l’ondoyant territoire parcouru par l’Ambra, affluent de la rive gauche du grand fleuve toscan.
Le Valdarno supérieur présente des paysages variés : alpestre et désolé sur les pentes du Pratomagno, découpé par l’érosion au pied de cette même dorsale, nettement caractérisé par les travaux des hommes dans la partie centrale, traversé par les plus grandes voies de communication du pays (autoroute du Soleil, Direttissima ferroviaria), typique des collines de Toscane au sud vers la vallée de l’Ambra et le Senese.
Le Valdarno a été industrialisé très tôt. Il possède une économie active et diversifiée :
- Secteur alimentaire
- Textile
- Habillement
- Chaussures
- Extraction
- Secteur chimique
- Transformation des métaux
- Électromécanique

Le Valdarno supérieur  se trouve au cœur du triangle Montevarchi-San Giovanni Valdarno-Terranuova Bracciolini, dense en activités, en trafic et en services.
À mi-chemin entre Arezzo et Florence, rivales durant tout le Moyen Âge, le Valdarno supérieur conserve une tendance indépendantiste.
Les principales agglomérations du Valdarno supérieur sont Montevarchi, San Giovanni Valdarno, Figline Valdarno, Terranuova Bracciolini, Incisa in Val d'Arno.

## Valdarno inférieur
Les principales agglomérations du Valdarno inférieur sont San Miniato, Empoli, Santa Croce sull'Arno, Montopoli in Val d'Arno.
Il est traversé et desservi par la route express nommée FI-PI-LI (pour Florence-Pise-Livourne).